# Pedro García de Herrera y Rojas
Pedro García de Herrera (¿?, 1390-Ampudia, 1455) fue un noble castellano, mariscal de Castilla durante el reinado de Juan II y titulado señor de Ampudia y Villacidaler.

## Biografía
Pedro era hijo de Hernán García de Herrera, mariscal de Castilla y señor de Ampudia y Villacidaler, y de Inés de Rojas, hermana del arzobispo de Toledo Sancho de Rojas. Sus abuelos paternos fueron García González de Herrera, señor de Herrera, Arroyo del Puerco y Arroyo de la Fuente, y Ana Duque y Rojas. Los maternos eran Juan Martínez de Rojas, II señor de Monzón de Campos, Cavia y Cuzcurrita de Río Tirón, y Mencía Fernández de Leiva.
Fueron sus hermanos Juan de Rojas, García de Herrera, Isabel de Rojas, Inés de Herrera y Vargas, y Elvira de Rojas, abadesa  de las Huelgas de Valladolid. Tuvo también de hermano de madre a Diego Gómez de Sandoval y Rojas, hijo del primer matrimonio de su madre con Hernán Gutiérrez de Sandoval.
Pedro fue un notable militar que participó en la toma de Antequera y conquistó Jimena de la Frontera en 1431, llegando a alcanzar el puesto de mariscal de Castilla.
Falleció ya viudo en 1455, siendo enterrados él y su esposa en la colegiata de San Miguel de Ampudia, donde se conserva su sepulcro restaurado.

## Matrimonio y descendencia
Contrajo matrimonio con María de Ayala y Sarmiento, señora de Salinillas de Buradón y bisnieta del rey Alfonso XI de Castilla, con la que tuvo los siguientes hijos:
1. Juan Sánchez de Herrera, que murió mozo sin sucesión;[7]
2. Hernán Pérez, que premurió a su padre soltero. Dejó como hijos naturales:[7]
  1. Álvaro de Herrera, que casó con Catalina Vázquez de Lerea;
  2. Juana de Herrera, que casó con Luis Fajardo.
3. Pedro García de Herrera, luego López de Ayala (¿?-1459), sucedió a su padre como señor de Ampudia y Villacidaler, casado con Juana de Velasco, hermana del condestable de Castilla Pedro Fernández de Velasco;[8]
4. García de Herrera, luego López de Ayala (¿?-1485), mariscal de Castilla, heredó de su hermano el señorío de Ampudia y Villacidaler, y de su tío Pero López de Ayala los de Ayala y Salvatierra, fue también merino mayor de Guipúzcoa. Casado con María Sarmiento, con sucesión:[9]
  1. Hernando de Ayala;
  2. Pedro López de Ayala, I conde de Salvatierra, casó primero con Aldonza de Zúñiga, y en segundas nupcias con Margarita de Saluzes. Con sucesión;
  3. García de Ayala;
  4. Miguel de Ayala;
  5. Ginesa de Ayala, casada con Ochoa de Salazar;
  6. María de Ayala, casada con Enrique de Acuña;
  7. Mencía de Ayala, casada con Antonio de Fonseca, señor de Coca y Alaejos.
5. Frey Ruy Gómez de Ayala, clavero y comendador de la orden de Alcántara;
6. Diego García de Herrera (c. 1420-1485), casado con Inés Peraza, señora de las islas Canarias, con sucesión:
  1. Pedro García de Herrera;
  2. Hernán Peraza;
  3. Sancho de Herrera;
  4. María de Ayala;
  5. Constanza Sarmiento.
7. Sancho Pérez de Ayala o de Herrera, casado con María de Guevara, sin sucesión;
8. Luis de Herrera (¿?-1478), arcediano en Burgos que murió sin sucesión;
9. Fernando de Ayala, señor de Hinestrosa;
10. Fray Martín de Rojas, obispo de Rubicón y electo de Zamora;
11. Alfonso de Herrera, casado con Juana de Ataide;
12. Inés o Constanza de Ayala, casada con Pedro Vázquez de Acuña y Carrillo de Albornoz, I conde de Buendía;
13. Elvira o María de Herrera, casada con Pedro de Luna, I señor de Fuentidueña. Con sucesión:
  1. Álvaro de Luna (1440-1519), II señor de Fuentidueña y caballero de la orden de Santiago. Casado con Isabel de Bobadilla. Con sucesión.[10]
  2. María de Luna (¿?-1530), casada con Enrique Enríquez de Quiñones, I señor de Orce. Con sucesión.[11]